# Monastero di Santa Caterina (Perugia)
Il monastero di Santa Caterina è un edificio religioso italiano ubicato a Perugia in  corso Garibaldi 179.

## Descrizione
Il sito fu già dal XIII secolo sede delle Clarisse. Il complesso monastico fu progettato da Galeazzo Alessi nel XVI sec. su commissione del monastero di S. Giuliana, fu intitolato inizialmente a San Bernardo. Prese il nome attuale nel 1649 a seguito del trasferimento delle monache benedettine di S. Caterina Vecchia. Il monastero addossato internamente alle mura medievali un tempo si estendeva per un lungo tratto del borgo, includendo vari edifici che attualmente sono residenze private. Nel XVIII secolo, come testimonia Baldassarre Orsini (1784) il monastero era al massimo del suo splendore.
La chiesa, ornata dalla volta affrescata da Mattia Batini del 1718, conserva una tela dello stesso Batini (XVIII secolo), una più antica tela di Benedetto Bandiera con Sant'Orsola e le vergini ed un ciborio marmoreo a forma di tempietto ionico del XVII secolo.
A seguito delle demanializzazioni post unitarie, una parte del monastero divenne sede della fabbrica di fiammiferi "Saffa" sorta nei primi del Novecento, oggi sede degli uffici della Soprintendenza ai Beni Architettonici.